# スフィンゴビウム属
スフィンゴビウム属（ーぞく、Sphingobium）は真正細菌プロテオバクテリア門アルファプロテオバクテリア綱スフィンゴモナス目スフィンゴモナス科の属の一つである。

## 概要
学名は、ギリシャ語で「生命」「生物」を意味する名詞"bios"由来の形容詞"bium"を用いて、「スフィンゴシンを含む生物」を意味する新ラテン語の女性名詞となる。
グラム陰性の非胞子形成桿菌であり、細胞のサイズは0.3～0.7×1.0～3.5μmである。運動性と非運動性のどちらも存在する。コロニーは黄色又は白褐色である。偏性好気性且つ化学有機栄養性である。ほとんどの種はカタラーゼ陽性及び硝酸還元陰性を示す。主要なユビキノンはQ-10である。主要な脂肪酸は18:1であり、16:0は少量検出される。主要な2-ヒドロキシ脂肪酸は2-OH 14:0である。主要なポリアミン成分はスペルミジンである。主要な極性脂質は、いくつかの例外を除いて、ジホスファチジルグリセロール(DPG)、ホスファチジルエタノールアミン(PE)、ホスファチジルモノメチルエタノールアミン(PG)、及びスフィンゴ糖脂質(SGL)である。ホスファチジルグリセロール(PME)、ホスファチジルジメチルエタノールアミン(PDE)、ホスファチジルコリン(PC)も見られる。DNAのGC含量は59～67mol%である。特徴的な16S rRNAシグネイチャー配列は、位置52:359(U:A)、134(G)、593(U)、987:1218(A:U)及び990:1215(U:G)に存在する。土壌、ペンタクロロフェノール汚染土壌及び臨床検体から単離される。
芳香族や塩化芳香族化合物、ノニルフェノールやペンタクロロフェノールといったフェノール化合物、(RS)-2-(4-クロロ-2-メチルフェノキシ)プロピオン酸やベンゼンヘキサクロリドなどの除草剤成分、多環芳香族炭化水素など、環境中のさまざまな化学物質を分解する。